# 季卫东
季卫东（1957年—），江西南昌人，中国法学家，主要研究领域为法社会学、比较法学、中国法与政治。现任上海交通大学凯原法学院讲习教授、院长。

## 生平
1983年取得北京大学法学学士，后留学日本，取得京都大学法学博士。1990年任神户大学法学院副教授，1996年升任教授。1991年到1992年为斯坦福大学法学院访问学者。

## 头衔
他兼任以下职务：
- 日本法社会学会理事
- 亚洲太平洋论坛（淡路会议）研究委员会委员
- 清华大学公共管理学院CIDEG学术委员
- 日本国际高等研究所（IIAS）企画委员
- 浙江大学光华法学院教授委员会委员
- 北京大学宪法与行政法研究中心客座研究员
- 东京财团比较制度研究所（VCASI）研究员

## 著作
主要著作有：
- 《超近代的法》（密涅瓦书房，1999年，获日本法社会学会首届优秀著作奖）
- 《法治秩序的建构》（中国政法大学出版社，1999年）
- 《现代中国的法制变迁》（日本评论社，2001年）
- 《宪政新论》（北京大学出版社，2002年；第二版，2005年）
- 《法律程序的意义》（小文库版，中国法制出版社，2004年）
- 《中国审判的构图》（有斐阁，2004年）
- 《正义思考的轨迹》（法律出版社，2007年，个人法学系列之一）